# Malgasia longipes
Malgasia longipes är en insektsart som beskrevs av Lucien Chopard 1948. Malgasia longipes ingår i släktet Malgasia och familjen Mogoplistidae. Inga underarter finns listade i Catalogue of Life.